# Slag in de Barentszzee

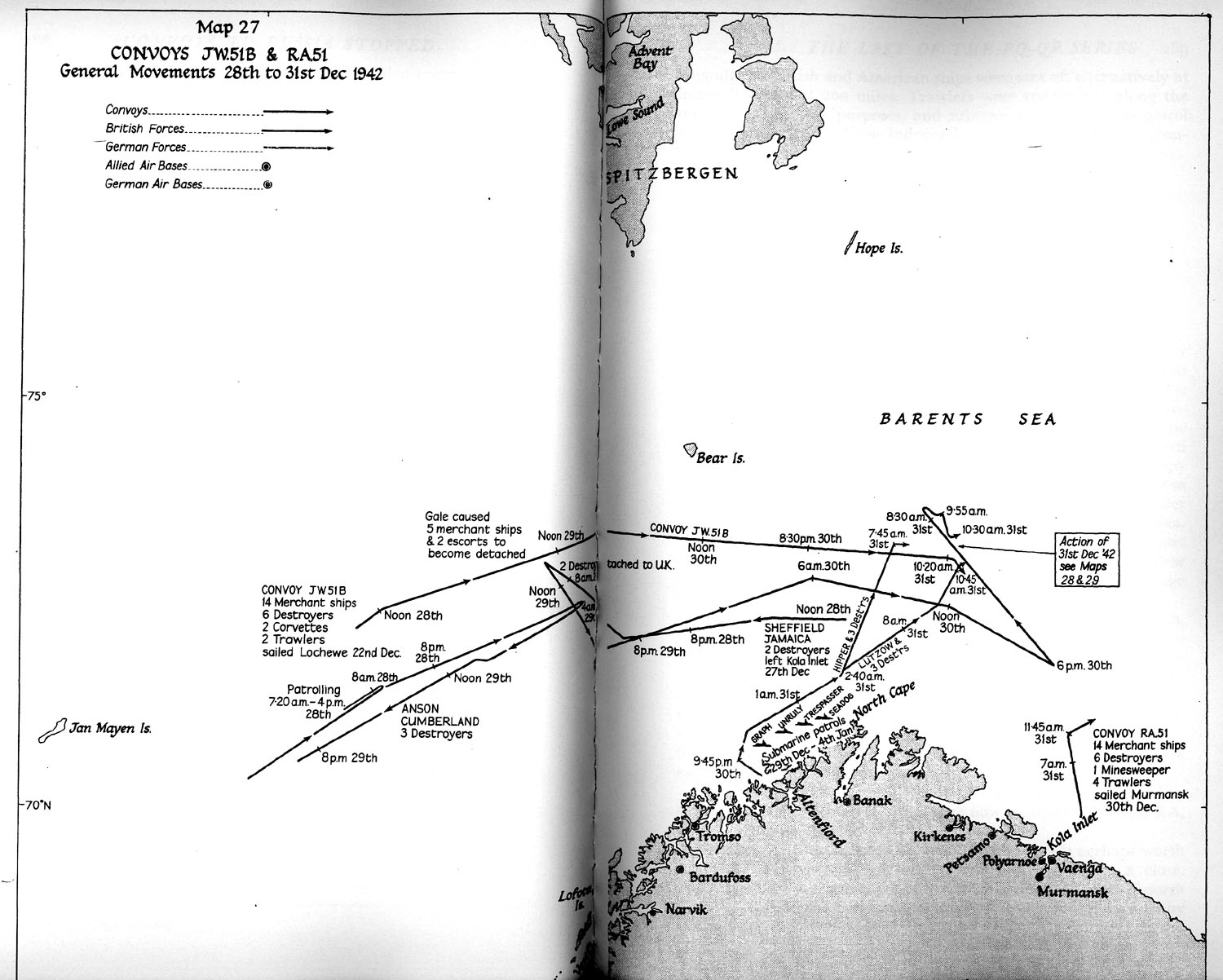
Kaart van de Britse admiraliteit

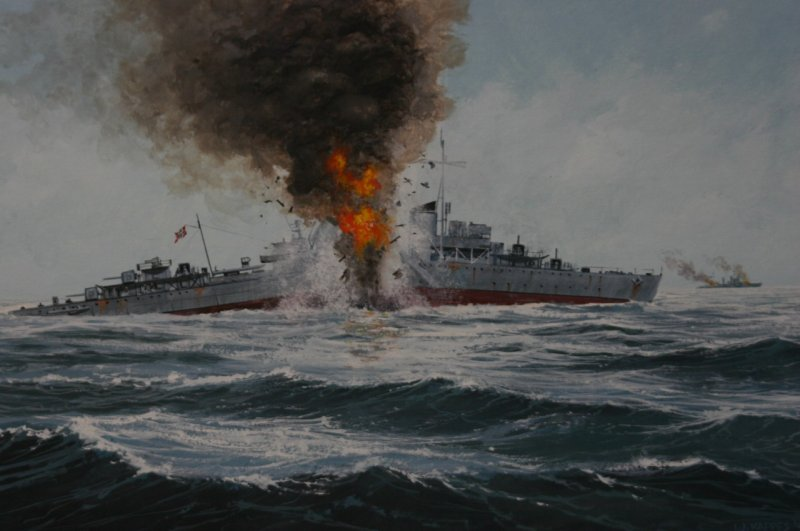
Schilderij van de ondergang van de torpedojager Friedrich Eckoldt

De Zeeslag in de Barentszzee, in het Duits ook bekend als Unternehmen Regenbogen was een zeeslag in de Barentszzee bij de Noordkaap tussen de Britse Royal Navy en de Duitse Kriegsmarine op 31 december 1942 tijdens de Tweede Wereldoorlog. De slag vond plaats in het donker en de kou van de poolnacht met slecht zicht door sneeuw.
De slag leidde tot het ontslag van de Duitse grootadmiraal Erich Raeder.

## Aanleiding
Na de Duitse Operatie Barbarossa op 22 juni 1941 begonnen de Britten volgens de Eerste Conferentie van Moskou oorlogsmateriaal te leveren aan de Sovjet-Unie met vrachtschepen die in konvooi voeren. De konvooien vertrokken uit Liverpool of Loch Ewe en voeren naar IJsland, dat in mei 1940 door de Britten was bezet. De route liep vervolgens langs de door Duitsland bezette kust van Noorwegen en tussen het pakijs van de Noordelijke IJszee rond de Noordkaap naar de Russische havens Moermansk of Archangelsk.
Om de Britse hulp aan de Sovjet-Unie te verhinderen zond de Duitse Kriegsmarine eind 1941 duikboten naar de Noordelijke IJszee. Adolf Hitler zei tegen de bevelhebber van de U-boten:
“Ik heb liever, dat vier schepen tot zinken gebracht worden die tanks naar het Russisch front brengen dan 100.000 brt in de zuidelijke Atlantische Oceaan.”
Nadat het slagschip Bismarck in mei tot zinken was gebracht en andere Duitse oorlogsbodems in Franse havens gebombardeerd waren, waren de oppervlakteschepen ingevolge Operatie Cerberus teruggeroepen naar Duitsland en moesten de U-boten in de Atlantische Oceaan vrachtschepen aanvallen. Begin 1942 zond de Kriegsmarine oppervlakteschepen en duikboten naar het bezette Noorwegen, om een invasie daar te beletten en om de geallieerde konvooien naar de Sovjet-Unie aan te vallen.
Bij Unternehmen Rösselsprung tegen konvooi PQ-17 in juli 1942 boekte de Kriegsmarine succes. Nadat de Britse admiraliteit vernam dat de Tirpitz, de Admiral Scheer en de Admiral Hipper uitgevaren waren gaf ze de het konvooi begeleidende oorlogsschepen bevel tot terugtocht. De weerloze vrachtschepen verspreidden zich maar werden grotendeels tot zinken gebracht door Duitse duikboten en vliegtuigen. Ook konvooi PQ-18 leed in september zware verliezen.

## Konvooi JW-51
Het volgende konvooi JW-51 vertrok in twee delen uit Loch Ewe: JW-51A op 15 december en JW-51B op 22 december. Met elk konvooideel voeren torpedojagers en kleinere oorlogsschepen mee. Die kregen dekking van de kruisers HMS Sheffield en HMS Jamaica en op afstand van het slagschip HMS Anson en de zware kruiser HMS Cumberland.
De lading van de vrachtschepen in het konvooi bevatte 202 tanks, 2046 andere voertuigen, 87 gevechtsvliegtuigen, 33 bommenwerpers, 11500 ton brandstof, 12650 ton kerosine en 54000 ton andere goederen. Het konvooideel JW-51A bereikte op 25 december veilig de Baai van Kola.
Op 28 en 29 december voeren de schepen van konvooideel JW-51B in noordoostelijke richting en raakten in een zware storm. Vijf vrachtschepen en de begeleidende oorlogsschepen Oribi en Vizalma werden vermist. De Bramble kreeg opdracht te gaan zoeken. Drie vrachtschepen voegden zich de volgende dag weer bij het konvooi. De twee andere kwamen samen met HMS Oribi op 4 januari aan in de Baai van Kola.

## Duitse aandacht
Op 30 december bemerkte eerst een Duits verkenningsvliegtuig en daarna kapitein luitenant Karl-Heinz Herbschleb van de U-354 de konvooigroep JW-51B met 14 vrachtschepen bij het Bereneiland. Vanwege het ijs voeren de schepen in een rechte lijn achter elkaar. De Duitsers merkten de begeleidende kruisers van Force-RZ niet op, omdat die in de Baai van Kola brandstof aan het bunkeren waren. De aanwezigheid van de Britse torpedojagers HMS Achates, HMS Onslow, HMS Obdurate, HMS Obedient en HMS Orwell, de mijnenjager HMS Bramble, twee korvetten HMS Rhododendron en HMS Hyderabad en twee bewapende trawlers HMT Vizalma en HMT Northern Gem werd door de Kriegsmarine wel opgemerkt.

### Kummetz vaart uit

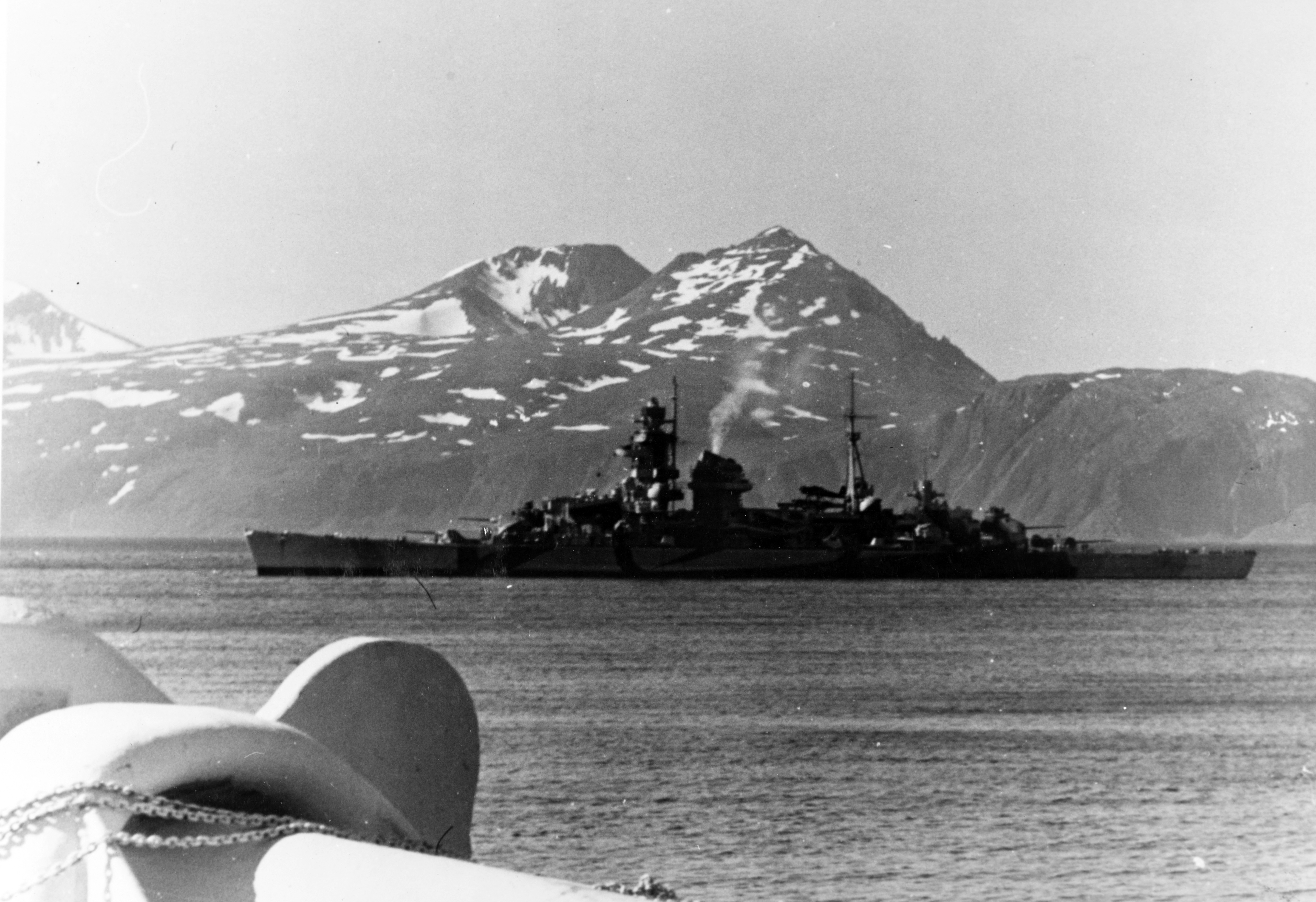
De Admiral Hipper

Viceadmiraal Kummetz stak met de zware kruisers Lützow en Admiral Hipper en zes torpedojagers Z 4 Richard Beitzen, Z 16 Friedrich Eckoldt, Z 6 Theodor Riedel, Z 29, Z 30 en Z 31 vanuit Kongsfold Fjord, Alta in zee met de bedoeling het konvooi te vernietigen.
Om acht uur 's morgens op 31 december voeren twaalf vrachtschepen en acht begeleidende oorlogsschepen van het konvooi 180 km ten noorden van Finnmark in oostelijke richting. De Duitse torpedojager Eckholdt zag het konvooi en meldde dit aan de Admiral Hipper Kummetz viel aan met twee groepen met in ieder een zware kruiser en drie torpedojagers. De Admiral Hipper haalde het konvooi langs achter in om de escorteschepen weg te lokken. De Lützow moest vervolgens uit het zuiden naderen en het konvooi aanvallen.

## De slag

### Eerste vuur

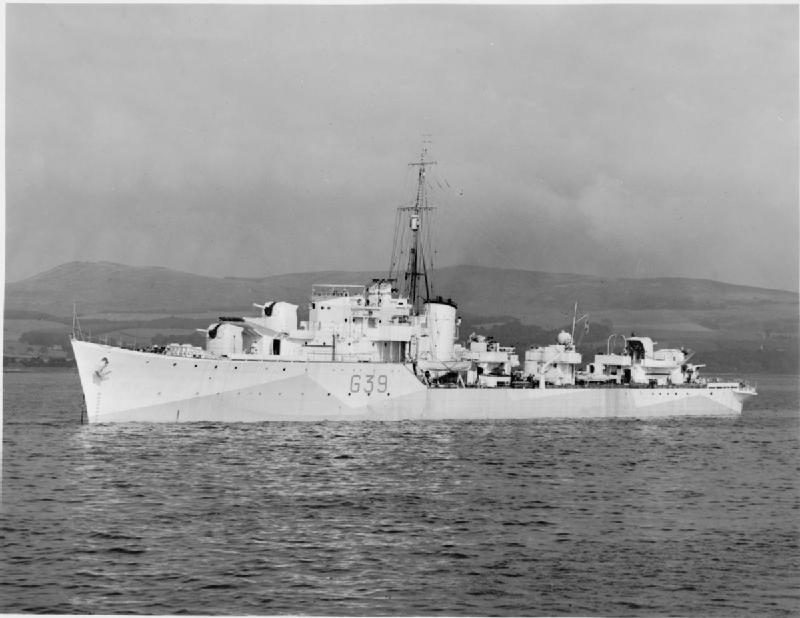
HMS Obdurate

Korvet HMS Hyderabad zag om 8.20 uur torpedojagers maar meldde dit niet. Kort daarop zag ook de torpedojager HMS Obdurate drie torpedojagers ten westen achter het konvooi en koerste erheen om ze te identificeren. Toen de Obdurate op zes km kwam, opende de Duitsers het vuur. De Obdurate zwenkte af en meldde het voorval. Vervolgens zag men vanaf HMS Onslow de Admiral Hipper achter zich.

### Torpedojagers weren zich
De vier Britse torpedojagers HMS Onslow, HMS Obdurate, HMS Obedient en HMS Orwell legden zich in slagorde voor een tegenaanval met torpedo's. HMS Achates en de andere escorteschepen bleven bij de vrachtschepen en trokken een rookgordijn op.

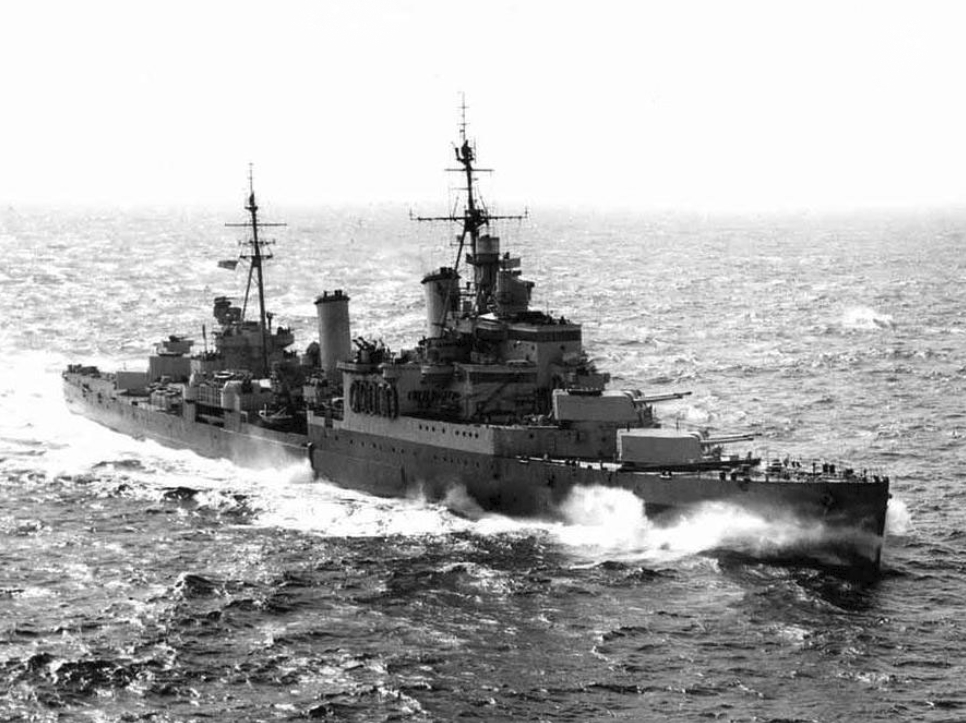
HMS Sheffield

Om 9.45 uur schoot de Admiral Hipper uit het noorden op HMS Achates. HMS Onslow en HMS Orwell voegden er zich ter assistentie bij de Achates. De Onslow ontving een treffer die meerdere doden en gewonden maakte. De bevelhebber van de escorteschepen, kapitein Robert St. Vincent Sherbrooke, verloor zijn rechteroog.
Om 10.45 uur observeerde de Hyderabad de Lützow ten zuiden van het konvooi, maar meldde dat niet. Toen de Onslow om 11.00 uur de Lützow zag, legden de vier torpedojagers zich tussen het konvooi en de Lützow dreigend met hun torpedo's. De Admiral Hipper raakte de Achates en de Obedient.

### Kruisers maken contact
De zware kruisers HMS Sheffield en HMS Jamaica met Rear Admiral Robert L. Burnett hadden de radioboodschap gehoord, snelden te hulp en zagen de lichtflitsen van de schoten. Om 11.35 uur waren de zware kruisers HMS Sheffield en HMS Jamaica ter plaatse en raakten de Admiral Hipper met twee 150 mm granaten waardoor één ketelruim onder water liep en de hangar uitbrandde. Daardoor kon de Duitse kruiser niet sneller dan met 28 knopen varen.

### Verliezen

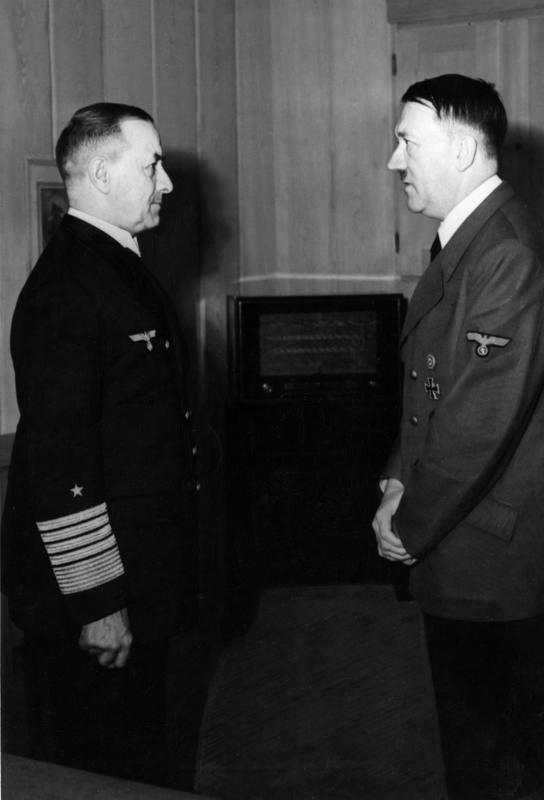
Adolf Hitler ontslaat Erich Raeder

Om 11.58 uur loste mijnenjager HMS Bramble een 100 mm granaat op de Admiral Hipper en vuurde ook met haar Oerlikon Contraves luchtafweergeschut. De Admiral Hipper schoot terug met haar veel zwaardere kanonnen en maakte een voltreffer. De torpedojager Eckoldt bracht de HMS Bramble tot zinken waarbij de 121 bemanningsleden omkwamen. De torpedojager Z 16 Friedrich Eckoldt voer langs de Sheffield omdat men dacht met de Admiral Hipper van doen te hebben, het schip werd door de Britten prompt tot zinken gebracht gekelderd. De zwaar beschadigde HMS Achates zonk om 13.15 waarbij 113 opvarenden omkwamen. De trawler HMT Northern Gem wist overlevenden te redden.

### Einde
Rond 11.45 uur trof de Lützow een vrachtschip. Rond 12.30 uur wisselden de Admiral Hipper en de Britse kruisers schoten, zonder dat er treffers vielen. Kummetz trok zich vervolgens met de Duitse schepen terug naar het westen.

## Gevolgen
Alle 14 vrachtschepen van konvooi JW-51B bereikten veilig de Baai van Kola. Admiraal John Tovey, 1. Baron Tovey van de Home Fleet stelde vast dat vijf torpedojagers vier uur weerstand geboden hadden aan de Duitse overmacht. Kapitein Sherbrooke kreeg het Victoriakruis.
Adolf Hitler was woedend toen hij over het voorval vernam via de Britse radio. Hij riep admiraal Erich Raeder bij zich op 6 januari 1943. Hitler riep en tierde anderhalf uur tegen Raeder. Ook veldmaarschalk Hermann Göring van de Luftwaffe verklaarde dat hij geen vliegtuigen kon missen om de nutteloze oppervlakteschepen te beschermen. Hitler beval om de schepen te slopen en de kanonnen te gebruiken voor de Westwall. Raeder diende zijn ontslag in. Op 30 januari 1943 werd de bevelhebber van de U-boten, Karl Dönitz, bevelhebber van de Kriegsmarine.